# Human (álbum de Rod Stewart)
Human é o décimo nono álbum de estúdio do cantor Rod Stewart, lançado a 6 de Fevereiro de 2001.

## Faixas
1. "Human" (Karl Gordon, Connor Reeves) – 3:48
2. "Smitten" (Macy Gray, Dave Wilder, Jeremy Ruzuma, Arik Marshall) – 5:00
3. "Don't Come Around Here" (Jackie Joyce, Paul Berry, Mark Taylor, Kenny Thomas) – 3:49
4. "Soul On Soul" (Marc Jordan, John Capek) – 4:30
5. "Loveless" (Reeves, David Frank) – 4:00
6. "If I Had You" (Andrew Davis, Sergei Rachmaninoff) – 4:18
7. "Charlie Parker Loves Me" (Jordan, Capek) – 4:41
8. "It Was Love That We Needed" (Curtis Mayfield) – 4:11
9. "To Be With You" (Raul Malo) – 3:56
10. "Run Back Into Your Arms" (Graham Stack, John Reid, Brian Rawling) – 3:26
11. "I Can't Deny it" (Gregg Alexander, Rick Nowels) – 3:44
12. "Peach" (Prince) (Faixa bónus na versão inglesa e japonesa) – 3:47

## Paradas
| Paradas (2001)      | Posição |
| ------------------- | ------- |
| Billboard 200       | 50      |
| Top Internet Albums | 15      |

## Créditos
- Rod Stewart – Vocal
- Helicopter Girl – Vocal em "Don't Come Around Here"
- Slash – Guitarra
- Mark Knopfler – Guitarra
- Jesse Johnson – Guitarra
- Robbie McIntosh – Guitarra
- Pino Palladino – Baixo
- Steve Pigott – Teclados
- Chris Pelcer – Teclados
- Sue Anne Carwell, Karl Carwell, Yvonne Williams, Alexandra Brown, Jeff Poseto, Jackie Sinley-Stevens, Connor Reeves – Vocal de apoio